# Tranvia Asti-Montemagno-Altavilla
La tranvia Asti-Montemagno-Altavilla era una linea tranviaria interurbana che collegò le città di Asti, Montemagno e Altavilla Monferrato dal 1900 al 1935.

## Storia

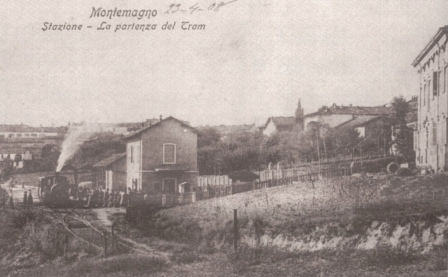
Montemagno, stazione tranviaria

Le origini della tranvia risalgono al 1862, quando fu proposta la costruzione di una ferrovia a scartamento ridotto da Asti a Moncalvo e Casale Monferrato percorrendo la valle del torrente Grana. Nel 1881 i comuni di Montemagno, Vignale, Viarigi, Altavilla e Castagnole Monferrato si riunirono in un comitato per promuovere la costruzione della tranvia Asti-Montemagno, il quale tra varie proposte scelse quella del banchiere francese Alfonso Raoul Berrier-Delaleu, già noto per aver fatto costruire tra il 1879 e il 1880 le tranvie a vapore Cuneo-Dronero e Saluzzo-Cuneo.
Il fallimento di Berrier-Delaleu, dichiarato il 10 marzo 1883, non rese possibile la costruzione della tranvia, di cui si riprese a parlare nel 1893 quando il consiglio comunale di Asti promosse la costituzione del Consorzio per la Ferrovia Asti-Montemagno.

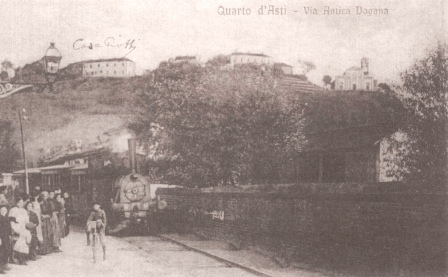
Quarto d'Asti

Con decreto ministeriale del 18 febbraio 1896 l'imprenditore alessandrino Vincenzo Remotti ottenne l'autorizzazione per costruire ed esercire una tranvia a vapore da Asti a Montemagno.
L'autorizzazione prefettizia per l'apertura fu concessa il 23 aprile 1898, e la linea fu aperta l'anno successivo; nel 1900 la linea fu completata con il prolungamento ad Altavilla, dove si connetteva alle tranvie Alessandria-Altavilla e Altavilla-Casale Monferrato, entrambe concesse a Remotti. La gestione della linea fu affidata alla Società Anonima delle Tramvie Astigiane, costituitasi nel 1897 per costruire ed esercire la Asti-Montemagno, rilevando nel contempo la gestione delle tranvie Asti-Canale e Asti-Cortanze
. La società nel 1908 fu ribattezzata Società Astese-Monferrina di Tramvie e Ferrovie (SAMTF).
Nel 1926 la SAMTF passò in gestione governativa, sotto la quale fu redatto un progetto per l'ammodernamento delle linee il quale prevedeva la parziale ricostruzione della Asti-Altavilla per permettere di continuare il transito dei carri merce delle Ferrovie dello Stato in servizio cumulativo; in seguito la linea sarebbe sostituita da una ferrovia economica a scartamento normale da esercitare con automotrici a gasolio.
Il 1º luglio 1932 cessò la gestione provinciale, nel frattempo subentrata alla gestione governativa, delle linee astesi-monferrine, alla quale si sostituì la Società Anonima Ferrovie Elettriche Riunite (FER), nuova denominazione della SAMTF, che presentò un progetto di elettrificazione della rete sociale, mentre da un carteggio del 1933 si trova traccia della proposta di utilizzo di un'automotrice Laviosa; tali tentativi non ebbero successo, e il 30 dicembre 1935 la linea, insieme alle altre della FER (fallita nello stesso anno), cessò l'attività, sostituita da autobus.

## Caratteristiche
|  | Unknown route-map component "uexKBHFa" |

|  | Unknown route-map component "uexABZgl" | Unknown route-map component "uexCONTfq" |

|  | Unknown route-map component "uexBHF" |

|  | Unknown route-map component "uexBHF" |

|  | Unknown route-map component "uexBHF" |

|  | Unknown route-map component "uexHST" |

|  | Unknown route-map component "uexHST" |

|  | Unknown route-map component "uexHST" |

|  | Unknown route-map component "uexHST" |

|  | Unknown route-map component "uexBHF" |

|  | Unknown route-map component "uexBHF" |

|  | Unknown route-map component "uexHST" |

|  | Unknown route-map component "uexHST" |

|  | Unknown route-map component "uexBHF" |

|  | Unknown route-map component "uexBHF" |

|  | Unknown route-map component "uexHST" |

|  | Unknown route-map component "uexBHF" |

|  | Unknown route-map component "uexBHF" |

|  | Unknown route-map component "uexHST" |

|  | Unknown route-map component "uexBHF" |

| Unknown route-map component "uexCONTgq" | Unknown route-map component "uexABZlr" | Unknown route-map component "uexCONTfq" |

La linea tranviaria era a binario singolo a scartamento normale di 1445 mm. Si sviluppava per 24,370 km, circa 11 dei quali in sede propria. La pendenza massima era del 30 per mille, il raggio minimo delle curve di 40 metri; la velocità massima ammessa era di 18 km/h.

### Percorso

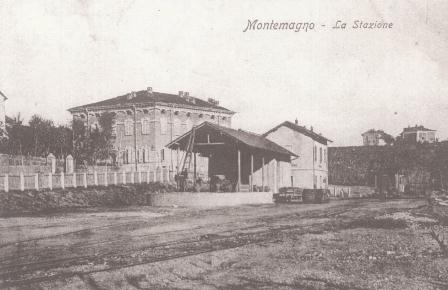
Montemagno

La stazione tranviaria di Asti si trovava nei pressi della stazione ferroviaria, dove in seguito fu costruita la stazione delle autolinee. La linea transitava davanti al vecchio mattatoio, quindi raggiungeva Porta Alessandrina (ribattezzata in seguito piazza Primo Maggio).
Uscita dalla città la linea toccava le località di Valenzani, Scurzolengo, Castagnole Monferrato, Montemagno, Viarigi e Franchini con lunghi tratti in sede propria e alcune gallerie, prima di raggiungere il capolinea di Altavilla Monferrato, situato in località Cittadella, da cui si poteva raggiungere Alessandria e Casale Monferrato.
La stazione di Altavilla Monferrato, trasformata dopo la chiusura della linea in autostazione dell'ARFEA, ospita dal 1998 il Museo dei Tramways a vapore ed elettrici.

## Materiale rotabile
Il parco rotabili della SAMTF, impiegato promiscuamente su tutte le linee sociali a scartamento normale, risultava composto tra il 1927 e il 1930 da dodici locomotive a vapore, 30 rimorchiate a due assi e 70 carri merce.